# Grószpéter Attila
Grószpéter Attila (Hódmezővásárhely, 1960. június 9. –) magyar sakkozó, nemzetközi nagymester, háromszoros sakkolimpikon, csapatvilágbajnokságon csapatban ezüst-, egyéniben aranyérmes, csapat-Európa-bajnokságon csapatban bronz-, egyéniben ezüstérmes.

## Pályafutása
1979-ben szerezte a nemzetközi mesteri és 1986-ban kapta meg a nagymesteri címet.
A magyar sakkválogatottban háromszor játszott a sakkolimpián: az 1982-es sakkolimpián ötödik, az 1984-es olimpián negyedik és az 1990-es sakkolimpiai csapatban. A csapatvilágbajnokságokon tagja volt az 1985-ben 2. és az 1989-ben 4. helyezést elért magyar csapatnak. 1989-ben a mezőnyben a legjobb egyéni eredményt érte el. Az Európa-bajnokságokon tagja volt az 1983-ban 3. helyezést elért, valamint a mezőny 2. legjobb eredményét nyújtva az 1989. évi magyar csapatnak. Tagja volt az 1990-es Mitropa Kupán ezüstérmet nyert magyar válogatottnak.
Kétszer nyert ezüstérmet - 1993 és 1995-ben - a magyar egyéni férfi bajnokságon.

## Jelentősebb versenyeredményei
- I. hely Plovdiv (1982),
- I-II. hely Kecskemét (1992),
- I-III. hely Zalakaros (1996),
- I. hely Gyula (1998),
- I-II. hely Hampstead (1998),
- I. hely Paks (2001),[7]
- I-III. hely Zalakaros (2002),[8]
- I-IV. hely Szombathely (2004)[9]
- I. hely Paks 2007.[10]
- I-II. hely Zalakaros Open (2008)[11]
- III. hely Kecskemét nagymesterverseny (2010)[12]
- III. hely (holtversenyben) Zalakaros (2010)[13]
- III. hely Caissa nagymesterverseny, Kecskemét (2011)[14]
- III. hely Caissa nemzetközi nagymesterverseny, Kecskemét (2011)[15]
- I. hely (holtversenyben) Caissa újévi nagymesterverseny, Kecskemét (2012)[16]
- I. hely Caissa nagymesterverseny, Kecskemét (2012)[17]
- III. hely Caissa nagymesterverseny, Kecskemét (2012)[18]
- I. hely Caissa nagymesterverseny, Kecskemét (2012)[19]
- II. hely Caissa nagymesterverseny, Kecskemét (2013)[20]
- II. hely Caissa nagymesterverseny, Kecskemét (2013)[21]

2016. júniusban az Élő-pontszáma 2444 pont, ezzel 44. a magyar ranglistán. Legmagasabb Élő-pontszáma 2554 volt, 2008. júliusban és októberben.

## Díjai, elismerései
- Pro Urbe díj (2003) A Zalaegerszegi Csuti-Hydrocomp SK sakkcsapatának tagjaként.[23]